# Dance for Me (album Mary J. Blige)
Dance for Me è un album di remix della cantante statunitense Mary J. Blige, pubblicato nel 2002.

## Tracce
1. No More Drama (Thunderpuss Remix) – 9:18
2. Family Affair (Spanish Fly Remix) – 7:53
3. Everything (Curtis + Moore Remix) – 7:06
4. Rainy Dayz (Thunderpuss Remix, featuring Ja Rule) – 7:57
5. He Think I Don't Know (HQ2 Club Mix) – 8:25
6. Your Child (Junior Vasquez Remix) – 7:31
7. Never Been (Al B. Rich 2 Step Groove Remix) – 5:34
8. Dance for Me (G-Club Remix) – 7:12
9. Give Me You (Extended Nino Radio Mix) – 6:42
10. Let No Man Put Asunder – 4:20